# 中東篤志

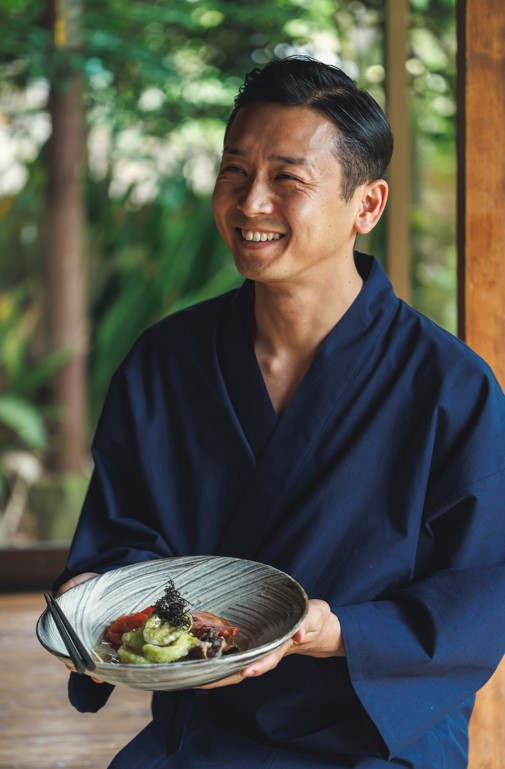
中東篤志。　京都の料理人であり、世界で活躍するカリナリーディレクター。

中東 篤志（なかひがし あつし、1986年2月5日 - ）とは、京都とニューヨークを中心に活躍するカリナリーディレクター、料理人である。

## 経歴
京都市出身。父である「草喰なかひがし」主人・中東久雄のもとで12歳から料理を学び始める。高校卒業後にバス・フィッシングのプロを目指しアメリカへ移住。
しかし23歳になる頃、 NYでプロとして活動する中、料理人の家庭で育ったという自分自身のバックグラウンドを意識し始め、日本食のありがたさ、すばらしさをもっと多くの人に伝えたいと、料理の道への復帰を決意する。
2009年から2015年までの6年間に渡り、ニューヨークにある精進料理店『嘉日(Kajitsu)』の副料理長兼GMを務める。
嘉日にてカウンター越しのお客様へ日本食の意味を説明する喜びと楽しさを見出し、日本で育まれる飲食文化の海外発信に専念するため、2015年、29歳でカリナリーディレクター(Culinary Director)として [ One Rice One Soup Inc].（アメリカ法人）を設立。2019年にOne Rice One Soup 株式会社（日本法人）を設立。
ニューヨークと京都を拠点に国内外問わず、飲食のイベント企画、運営、飲食店プロデュースやメニュー監修など国内外問わず京都を中心に活動中。

## 活動内容
One Rice One Soup 株式会社代表取締役を務め、食に関する人材育成からプロデュースやディレクションを行っている。またオーナーシェフとして2店舗を経営。京都の東丸太町にある「そ/s/kawahigashi」（そ/かわひがし）では全国の生産者から直接仕入れた食材を最大限に活かす料理を中心にカウンター9席で楽しめるつくりとなっている。福井県小浜市にある「和久里のごはんや　おくどさん」は、道の駅 若狭おばまに併設された、約80席の和食レストランで都の食文化を紡いできた若狭の食文化をまもるべく、地元食材を90％つかい地産地消の店として営業。
“One Rice One Soup” ＝ “一飯一汁”をコンセプトに
「左に飯椀、右に汁椀。そしてその手前に横向けに置かれたお箸。」という日本食を限りなくシンプルにした日本の食文化のベースとなる形を 次世代に伝え、1000年先の食卓へ文化を紡ぐ為、「朝ごはん」を中心に、その地の食材を活かした各地の飲食店のメニューの監修なども手掛け、オーベルジュの朝食や温泉旅館の朝食など「朝ごはんプロデューサー」としても活躍している。
またその一環として、大阪市梅田にある阪神梅田本店では、日本の食の素晴らしさを体感できる隔月の定例イベント「にっぽん食むすび」も2021年1月より開催されている。都度テーマ地を変え、現地、生産者の元へ足を運び、食材を目で見て選び、生産者の想いやストーリー、食材本来の味を楽しめる、その日だけの特別メニューでの開催。
さらに、鯖街道から西暦3000年に向けた取組みを行う鯖街道の日プロジェクトを運営する「一般社団般社団法人3000」の代表理事も務め、京都の食を支え続けてくれた鯖街道の食文化を後世に伝え残すため、八瀬の自然に包まれて、外遊びを満喫する野外フェスティバル「やせのそとあそび」を開催。
「Chefs for the Blue」のメンバーとして100年後の豊かな海と食を創るため、同じ志の元、沢山のトップシェフなどのメンバーが集う一般社団法人が立ち上げた「THE BLUE COMMUNITY」では、海と魚を学ぶ食のコミュニティの場として、学生たちも交え、漁業の視察や、トップシェフとの交流など、共に学び、考え、伝え、美しく豊かな海を取り戻し、歴史を紡ぐための活動を行う。

## 出版
- Percolate-時を食し伝え残す（ISBN 9784763807908 2024年3月）

京都新聞のWebメディア「THE KYOTO」の連載記事を書籍にした「Percolate 時を食し伝え残す」が2024年3月10日に出版される。
文章・料理：中東篤志
写真：八木夕菜
発行所：京都新聞出版センター

## 家族構成
- 父、中東久雄は、1997年開店の「草喰（そうじき）なかひがし」の主人。ミシュラン2ツ星とグリーンスターを獲得し、京都でも予約困難な店である。京都市左京区花脊の料理旅館「美山荘」の三代目当主中東吉次の弟でもあり料理長も務めた。2024年2月28日ミシュラングリーンスター[19]公式動画でも日本人料理人として初めて取材された。
- 長男・克之（1979年生）父の店、草喰なかひがしの次代主人として2023年に同店代表取締役社長に就任。
- 次男・俊文（1982年生）「草片 cusavilla」のエグゼクティブシェフ。西麻布で東京・武蔵野の山野草と江戸野菜を組み合わせたイタリア料理を提供（運営は飲食コンサルタントのsubLime）2024年4月には京都・岡崎にてイタリア料理店「Dono」を開店した。
- 三男・篤志（1986年生） 「そ/s/KAWAHIGASHI」丸太町通で京野菜を組み合わせた創作和食店、福井県小浜市、若狭道の駅の敷地にある「和久里のごはんや　おくどさん」を経営。

中東家では、2歳までに卵を割れるようになるというならわしがあり、1歳半くらいから卵を割り始めるという料理人一家ならではの決まりごとが代々受け継がれている。

## 監修したお店
- 京都小川生薬Restaurant&Cafeアドバイザリー（京都市）
- 予祝（よしゅく）朝ごはん監修／（熊本県南小国黒川温泉）
- Felissimo レストラン「Sincro」料理監修（神戸市）
- 料理旅館「御花」の特別朝食監修（福岡県柳川市）
- 京うどんこむぎの料理監修（京都市）
- 海のオーベルジュ志積の料理監修（福井県小浜市）
- 精進オーベルジュ松永六感藤屋の料理監修（福井県小浜市）
- 宿泊施設・日貫一日「安田邸」の料理監修（島根県邑南町）
- 「否否三杯」料理監修（東京青山一丁目）
- 「朝食喜心kyoto」「朝食喜心kamakura」料理監修（京都・鎌倉）
- 「SAIKAI」料飲アドバイザリー(ニューヨーク)

その他多数

## 出演番組
- 趣味どきっ(NHK)
- 京都知新(MBS)
- リモートシェフ(フジテレビ/BSフジ)
- 魔法のレストラン(MBS)
- よーいドン(関西テレビ)
- 和風総本家(テレビ大阪)
- FM-KYOTO

その他多数

## 掲載実績
- 京都新聞「THE TOKYO」連載
- ニューヨークタイムズ
- 婦人画報・Casa BRUTUS ・料理王国・日経ウーマン・朝日デジタル・Richesse・ヒトサラマガジン・Lmaga.jp
- 月刊食堂・食樂・Discover Japan・週刊文春・あまから手帖・Figaro
- 京都おいしい店カタログ21'-22’ ・茶の間
- 自遊人
- Hanako・&Premium・dancyu・SAVVY・Meets・あまから手帖・ELLE・Gourmet等

その他多数

## 主なイベント・プロジェクト
- 「SAIKAI」F&Bディレクターに就任（ニューヨーク）
- 「獺祭」とのコラボレーションイベント企画運営（ニューヨーク）
- ポップアップレストラン「TaBeRu」を企画運営、ニューヨークタイムズ掲載（ニューヨーク）
- 京都鰹節様と「Quick Pro Yasai Dashi No.11」を共同開発（日本・米国）
- 米国主要フードメディア向けイベント「Zatoichi Dinner」を企画運営（ニューヨーク）
- キャデラックジャパン企画・「Cadillac-Crest」にて料理を担当（日本）
- 日本食を広めるイベントにゲストシェフとして参加（ポーランド・ドイツ）
- 外務省運営のJapan House LAにてゲストシェフとしてワークショップを開催(ロサンゼルス)
- コロナ禍における医療従事者向けの弁当プロジェクトのディレクション（京都市）
- 阪神梅田本店「にっぽん食むすび」開始（大阪市）
- 「未来の大衆食FES」F&B監修（京都市）
- Cultural Dining Experience 開催（ハワイ）
- 一般社団般社団法人3000／鯖街道の日・やせのそとあそび（福井県小浜市や京都市）
- THE BLUE COMMUNITY